# الأرجوزة الجلية في الفرائد الحنبلية
الأرجوزة الجلية في الفرائد الحنبلية هو كتاب من تأليف الشيخ العلامة يوسف محمد مسعود السرمري، المولود سنة 696هـ، في مدينة سر من رأى، من مدن العراق، وهو محدث ولغوي وفقيه وذو فنون عدة، أخذ إجازاته العلمية وسماعه من علماء بغداد، ومنهم الصفي عبد المؤمن بن عبد الحق، وأبي الثناء محمود بن علي الدقوقي، وغيرهما، ثم رحل إلى بلاد الشام، وسمع من ابن عبد الدائم في دمشق، وتفقه على سراج الدين الحسين بن يوسف التبريزي، وآخرين.
توفي في دمشق سنة 776هـ، وتناول في كتابه مواضيع في الفقه الحنبلي وبعض المسائل الفقهية النادرة.